# Берегометська селищна рада
Берегоме́тська се́лищна ра́да — адміністративно-територіальна одиниця та орган місцевого самоврядування в Вижницькому районі Чернівецької області. Адміністративний центр — селище міського типу Берегомет. https://beregomet-gromada.gov.ua/

## Загальні відомості
- Населення ради: 9 233 особи (станом на 2001 рік)

## Населені пункти
Селищній раді підпорядковані населені пункти:
- смт Берегомет
- с. Заріччя

## Склад ради
Рада складається з 30 депутатів та голови.
- Голова ради: Боднарюк Сергій Михайлович
- Секретар ради: Думенко Юлія Юріївна

### Керівний склад попередніх скликань
| Прізвище, ім'я, по батькові | Основні відомості                                                | Дата обрання | Дата звільнення |
| --------------------------- | ---------------------------------------------------------------- | ------------ | --------------- |
| Андронік Михайло Іванович   | Селищний голова, 1949 року народження, безпартійний              | 26.03.2006   | 31.10.2010      |
| Боднарюк Сергій Михайлович  | Селищний голова, 1973 року народження, освіта вища, безпартійний | 31.10.2010   |                 |

Примітка: таблиця складена за даними сайту Верховної Ради України

### Депутати
За результатами місцевих виборів 2010 року депутатами ради стали:

#### За суб'єктами висування
| Суб'єкт висування                 | Кількість обраних депутатів | %    |
| --------------------------------- | --------------------------- | ---- |
| Самовисування                     | 29                          | 96,7 |
| Політична партія «Сильна Україна» | 1                           | 3,3  |

#### За округами
| № округу                          | Прізвище, ім'я, по батькові   | Дата визнання обраним | Освіта             | Партійна приналежність      | Відомості про обраного депутата                                    |
| --------------------------------- | ----------------------------- | --------------------- | ------------------ | --------------------------- | ------------------------------------------------------------------ |
| Політична партія «Сильна Україна» |                               |                       |                    |                             |                                                                    |
| 13                                | Берник Дмитро Степанович      | 02.11.2010            | вища               | позапартійний               | тимчасово не працює                                                |
| Самовисування                     |                               |                       |                    |                             |                                                                    |
| 1                                 | Клим Дмитро Васильович        | 02.11.2010            | середня            | член Народного Руху України | Чернівецький рибзавод, пасічник                                    |
| 2                                 | Руснак Дмитро Васильович      | 02.11.2010            | середня спеціальна | позапартійний               | пенсіонер                                                          |
| 3                                 | Чепель Дмитро Омелянович      | 02.11.2010            | середня            | позапартійний               | приватний підприємець                                              |
| 4                                 | Раца Степан Олексійович       | 02.11.2010            | середня            | позапартійний               | приватний підприємець                                              |
| 5                                 | Дорубець Василь Олексійович   | 02.11.2010            | середня            | позапартійний               | приватний підприємець                                              |
| 6                                 | Тоненький Віталій Сидорович   | 02.11.2010            | вища               | позапартійний               | Берегометське ССТ, голова правління                                |
| 7                                 | Марчук Марія Тодорівна        | 02.11.2010            | середня спеціальна | позапартійна                | Клуб Заріччя, завідувачка                                          |
| 8                                 | Берник Наталія Михайлівна     | 02.11.2010            | вища               | позапартійна                | Берегометська селищна рада, завідувачка загального відділу         |
| 9                                 | Паламарюк Іван Юрійович       | 02.11.2010            | вища               | позапартійний               | приватний підприємець                                              |
| 10                                | Паламарюк Дмитро Георгійович  | 02.11.2010            | вища               | позапартійний               | приватний підприємець                                              |
| 11                                | Паламарюк Іван Дмитрович      | 14.11.2010            | вища               | позапартійний               | ДП «Берегометське лісомисливське господарство», лікар-ветеринар    |
| 12                                | Паламарюк Галина Дементівна   | 02.11.2010            | вища               | позапартійна                | Берегометська міська лікарня, акушер-гінеколог                     |
| 14                                | Хом'як Василь Корольович      | 14.11.2010            | середня спеціальна | позапартійний               | пенсіонер                                                          |
| 15                                | Малярчук Володимир Ілліч      | 02.11.2010            | середня спеціальна | позапартійний               | приватний підприємець                                              |
| 16                                | Бужніца Олег Радович          | 02.11.2010            | вища               | позапартійний               | ТОВ «Роднічок», директор філії                                     |
| 17                                | Боднарюк Алла Михайлівна      | 02.11.2010            | середня спеціальна | позапартійна                | Берегометська міська лікарня, медсестра                            |
| 18                                | Колотило Степан Дмитрович     | 14.11.2010            | вища               | позапартійний               | Храм Святого Юрія Київської УПЦ смт Берегомет, священик            |
| 19                                | Гавалешко Василь Михайлович   | 02.11.2010            | середня спеціальна | позапартійний               | тимчасово не працює                                                |
| 20                                | Лупу Людмила Михайлівна       | 02.11.2010            | вища               | позапартійна                | загальноосвітня школа № 2, заступник директора                     |
| 21                                | Кричун Ярослав Миколайович    | 02.11.2010            | вища               | позапартійний               | Берегометський ДЛВМ, лікар-епізоотолог                             |
| 22                                | Бойчук Андрій Іванович        | 02.11.2010            | середня            | позапартійний               | тимчасово не працює                                                |
| 23                                | Погребняк Руслан Миколайович  | 02.11.2010            | вища               | позапартійний               | приватний підприємець                                              |
| 24                                | Думенко Юлія Юріївна          | 02.11.2010            | вища               | позапартійна                | Берегометська селищна рада, секретар                               |
| 25                                | Гавалешко Гаврило Іванович    | 02.11.2010            | середня спеціальна | позапартійний               | приватний підприємець                                              |
| 26                                | Дарій Григорій Васильович     | 02.11.2010            | середня спеціальна | позапартійний               | ДП «Берегометське лісомисливське господарство», помічник лісничого |
| 27                                | Боднарашик Костянтин Іванович | 02.11.2010            | середня спеціальна | позапартійний               | Берегометська міська лікарня, фельдшер                             |
| 28                                | Лупу Василь Михайлович        | 02.11.2010            | вища               | позапартійний               | загальноосвітня школа № 3, директор                                |
| 29                                | Мендришора Василь Степанович  | 02.11.2010            | середня спеціальна | позапартійний               | приватний підприємець                                              |
| 30                                | Думенко Юрій Григорійович     | 02.11.2010            | середня спеціальна | позапартійний               | приватний підприємець                                              |